# 国民革命军第二十九军
國民革命軍第二十九軍是國民革命軍多次組建的軍級單位，最早始建於1926年，1949年改編後裁撤，不再啟用。

## 第一次成军
1926年7月，国民革命军挥师北伐，原北洋军阀部队纷纷改换门庭。同年12月，川西北屯殖军田颂尧部被国民政府改编为国民革命军第29军，田颂尧任军长，孙震任副军长。
1927年3月，田颂尧将所部统一整编为3路：第1路，孙震兼任司令；第2路，田颂尧兼任司令；第3路，王思忠任司令，各路下编混成旅。同年5月，该军被蒋中正编为第12路，田颂尧任总指挥，出兵陕西，进军汉中。后因冯玉祥部进军西安，并向汉中推进，二十九军遂由汉中撤回川境。
1928年，田颂尧将原辖3路扩充为5路、1个川西北屯殖军、1个教导师。其中：第1路，董宋珩任司令；第2路，王铭章任司令；第3路，罗乃琼任司令；第4路，曾宪栋任司令；第5路，黄正贵任司令；川西北屯殖军，孙震兼任司令；教导师，王思忠任师长。
此后，在1929年至1931年期间，该军经历了四川军阀内部的多次混战，所属部队的编制变动比较频繁。到1931年底时，该军下辖5个师、4个路、1个川西北屯殖军。其中：董宋珩、罗乃琼、王铭章、曾宪栋、黄正贵分任第1至5师师长；李炜如、刘汉雄、何德隅、王致远分任第1至4路司令；孙震兼任川西北屯殖军司令。此外，该军还成立了“航空筹备处”开始修建机场，准备建立空军。
1932年10月，刘湘和刘文辉为争夺对四川的统治权，以刘湘利用川东地理优势实行武器禁运为导火索，在四川军阀内部之间爆发了“二刘之战”。该军与杨森第二十军、刘湘第二十一军、李家钰第二十二军、刘存厚第二十三军、邓锡侯第二十八军等部队结成了反刘文辉联盟，尽管二刘曾于同年12月上旬订立老君山和议，然而刘湘在次年以四川善后督办名义进驻成都、兼摄四川省政府主席职后，下令继续向雅安追击。1933年10月，刘文辉失败、退守西康，结束了四川军阀之间的多年混战。
1933年11月至1934年10月，二十九军在刘湘的统一指挥下，联同其他川军对川陕苏区和红军第4方面军发动“六路围攻”作战。在此次“六路围攻”作战中，该军被编为第2路，由阆中、南部向仪陇、巴中方向进攻。
1935年2月至4月，二十九军参加了嘉陵江防守战役和阻止红四方面军南下川康边等作战。1935年10月，国民政府对川军进行整编，该军有步兵及特科共53个团，共37100人。由于田颂尧在此前对红军作战不力，被蒋中正撤职查办。二十九军改番号为国民革命军第四十一军，副军长孙震升任军长。

## 第二次成军
1927年2月，国民革命军北伐进抵湖北境内后，武汉国民政府将收编的阀吴佩孚北洋军一部与河南保卫军一部等合编组成国民革命军第二十九军，靳云鹗任军长。同年底，该军投靠冯玉祥所属的第二集团军后番号被取消。

## 第三次成军

### 沿革

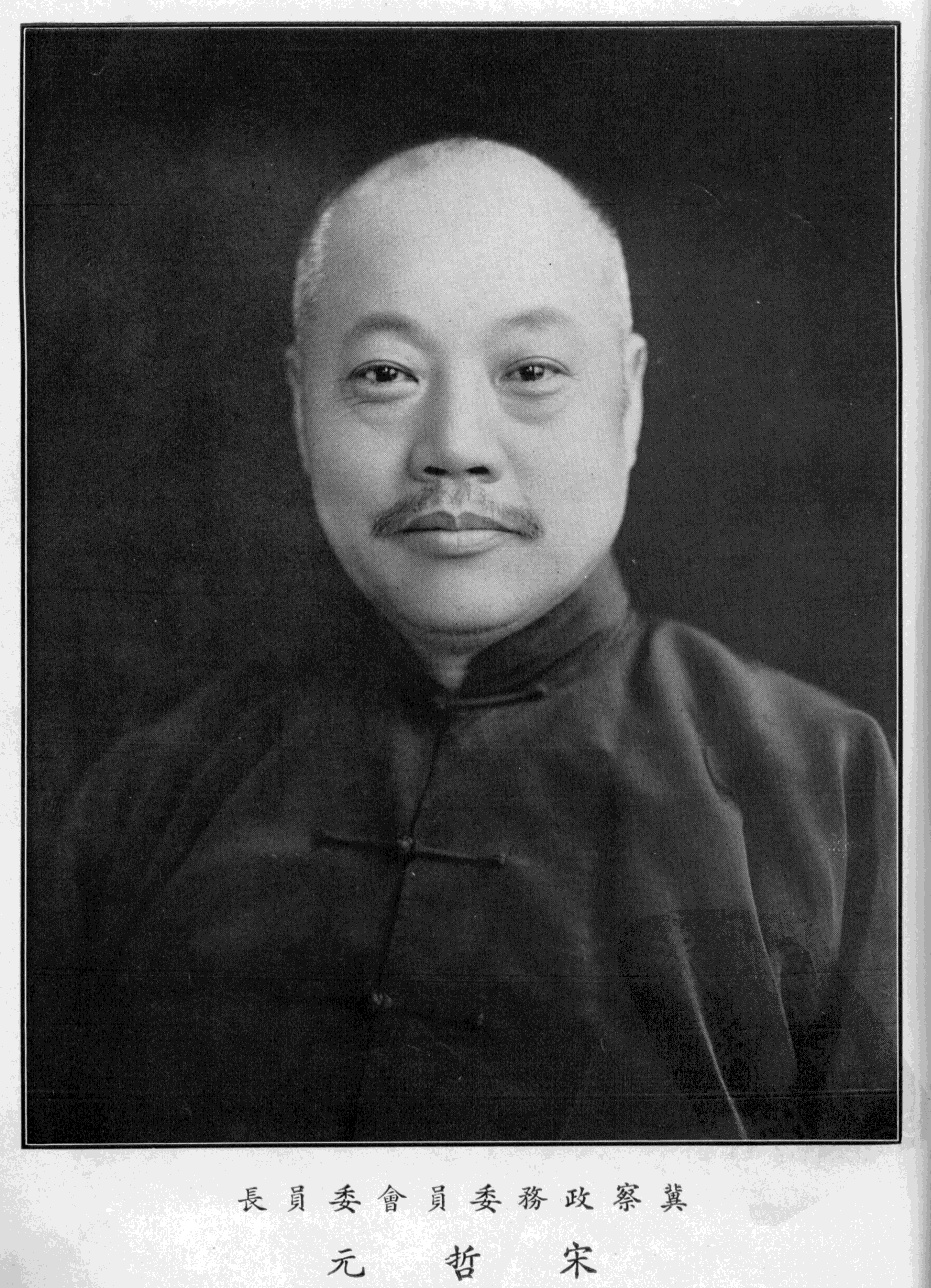
二十九军军长宋哲元，兼冀察政务委员会委员长、冀察绥靖公署主任。

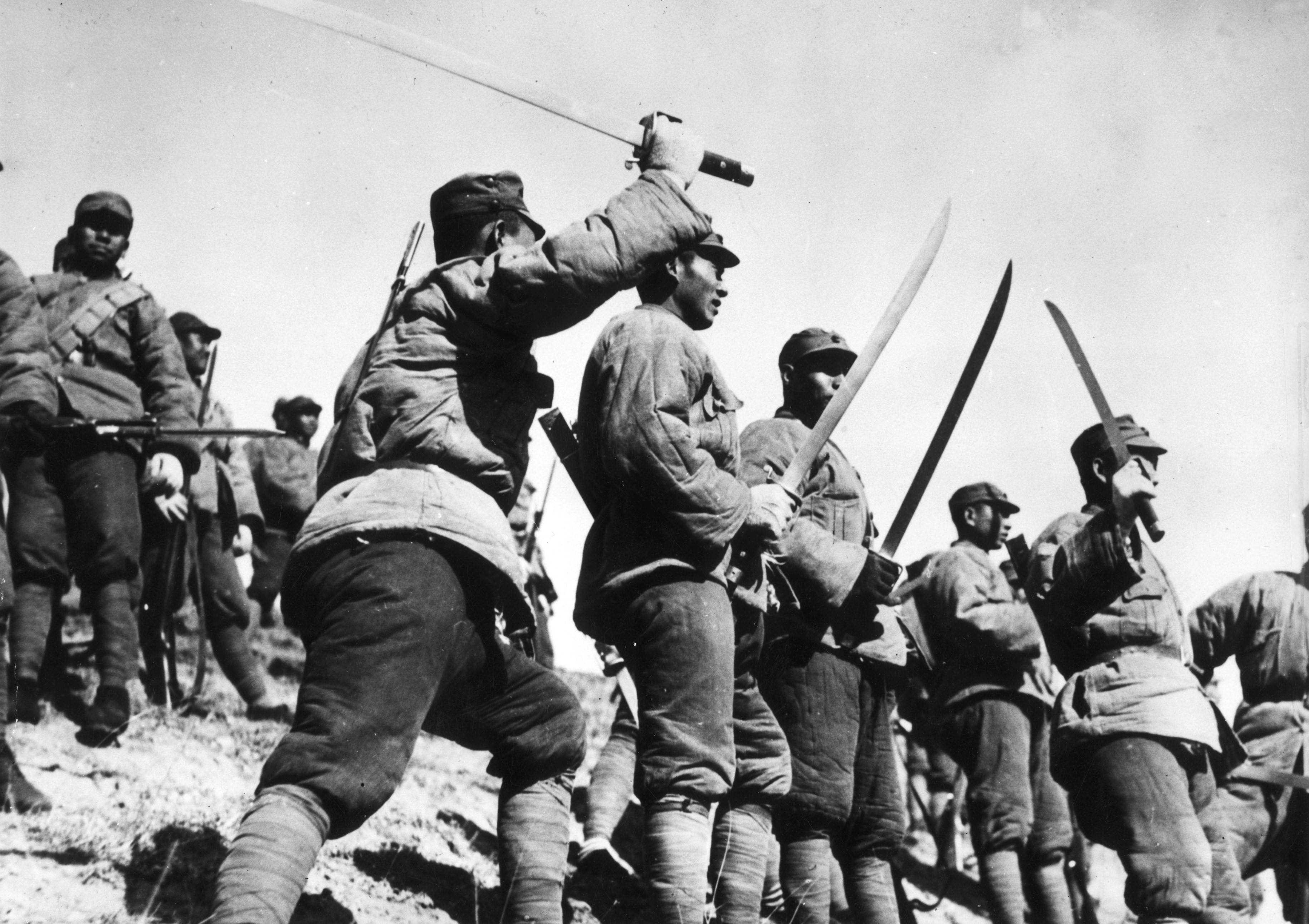
1933年，第29军大刀队在喜峰口袭击日军。

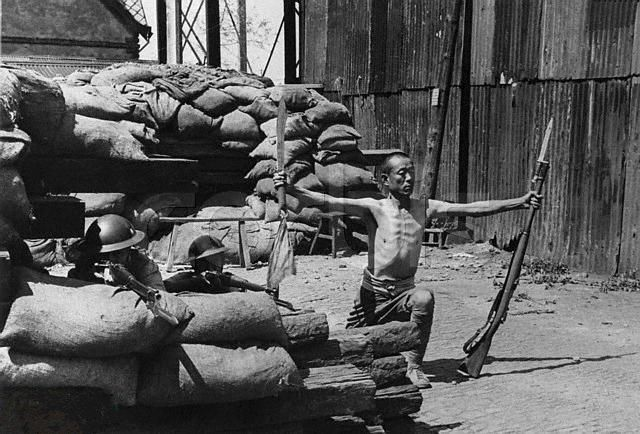
二十九军在与日军的对峙。

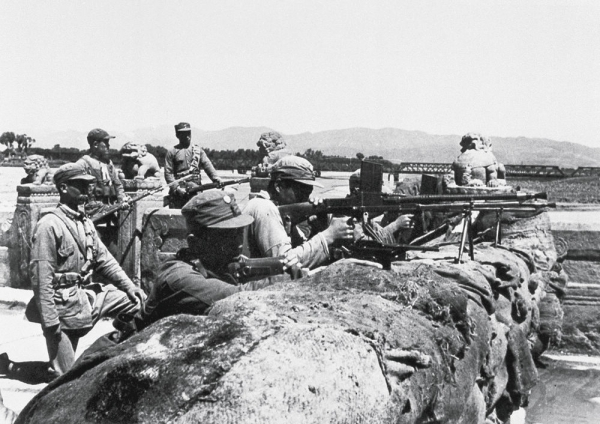
第29军37师在卢沟桥与日军对峙。

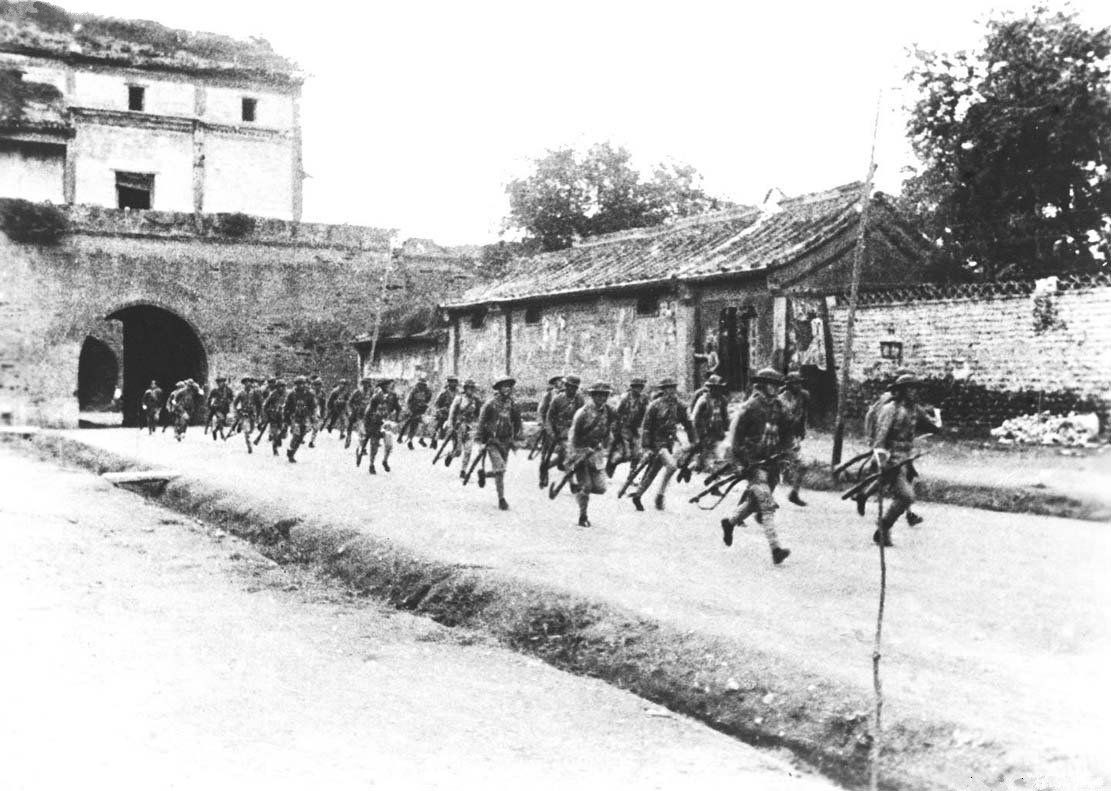
七七事变时，宛平县城由第29军第37师第110旅第219团防守，团长是吉星文。

1931年，中原大战后西北军在河南省的余部孙连仲、梁冠英、吉鸿昌等部纷纷投蒋，张自忠、赵登禹、刘汝明等零星部队退入晋南一带。这时蒋介石把华北交给张学良负责，张学良以陆海空军副司令的名义，由沈阳进驻北平。宋哲元已失去自己的部队，通过萧振瀛先从张自忠处取得拥宋的承诺后，萧振瀛到北平见到了张学良。1931年1月，张学良允准宋哲元负责改编晋南的西北军为一个军（东北边防军第三军），辖两个师。1932年6月改为国民革命军第二十九军。驻防山西正太路一带，军部设于阳泉。。二十九军装备很差，全军只有野炮、山炮十余门，重机枪不过百挺，轻机枪每连只有两挺，步枪多为汉阳造和山西仿制的三八式。宋哲元任军长，副军长秦德纯、佟麟阁，参谋长张维藩，总参议萧振瀛。下辖：
- 第37师：张自忠力主由正在北平閒居的好友冯治安担任该师师长。
  - 第109旅：旅长赵登禹。冯治安和赵登禹关系很好
  - 第110旅：旅长王治邦。另外再拔一些队伍成立改旅。
- 第38师：师长张自忠。为该军主力部队。
  - 第112旅：旅长黄维纲
  - 第113旅：旅长佟泽光
- 暂编第2师：师长刘汝明。该部，没有别的出路，只能依附于宋哲元，后来通过张学良的允许，以暂编师的名义，隶属于二十九军。辖2个团
  - 第一旅：旅长李金田

萧振瀛代表29军向蒋介石表达宋哲元的忠诚，并说明西北军与阎锡山是世仇，官兵恨阎入骨，宋愿意率领部属，以阳泉做根据地来监视阎锡山，为蒋效忠。蒋大加赏识，马上下条子拔给二十九军五十万元，并增加每月的军饷。二十九军从此添购军械，扩充队伍，在华北的地位，也渐渐重要起来。1932年8月，行政院任命宋哲元为察哈尔省主席兼二十九军军长。军队扩编为三个师，辖八个旅。
1933年2月，二十九军被调往北平以东的通县、三河、蓟县一带驻防。热河抗战溃败后，张学良下野出洋，何应钦受蒋命到北平主持华北局面。29军参加了长城喜峰口抗战。前敌总指挥赵登禹旅长带着少数部队突袭日营，日军再也没有想到二十九军竟敢在夜间袭击，出其不意，仓卒溃退，死伤甚多。《塘沽协定》后宋哲元成了“抗日英雄”，而赵登禹是头功，由旅长升师长，荣获青天白日勋章，他的第109旅也升为第132师。刘汝明在罗文峪抗战有功，其暂编第2师（仅2个团的编制）升格为第143师（3个旅6个团编制）。这时二十九军辖四个师人数在二万以上，师长是38师张自忠，37师冯治安、143师刘汝明和132师赵登禹。 
1933年5月，冯玉祥由山东泰安北上到张家口，和共产党合作，组织“察哈尔民众抗日同盟军”，抗击日军进攻察东。宋哲元对于此事，左右为难，软硬不得，只好避居北平，以二十九军副军长佟麟阁在张家口代理察哈尔省主席,与冯敷衍。北平军分会代理委员长何应钦几次叫宋哲元约束冯的行动，宋始终拖延搪塞。后来何应钦命令驻北平附近的第四十军军长庞炳勋攻打张家口的同盟军，并许诺庞只要打下张家口，驱逐冯玉祥，便发表其为察哈尔省主席。最后由宋哲元请冯离开张家口仍回泰山居住。 
宋哲元在任察哈尔省主席期间，由于日军的挑衅行为，1935年1月间发生了察东事件，1935年6月间又发生了张北事件。
1935年5月29日，日本天津驻屯军参谋长酒井隆及日本大使馆武官高桥，以中国当局援助东北义勇军孙永勤侵入《塘沽协定》非武装区域为借口，向国民政府要求华北的统治权，并由东北调遣日军入关，威胁平津。6月9日，日本天津驻屯军司令官梅津美治郎正式向北平军分会代理委员长何应钦提出强硬《觉书》。何应钦连夜回南京，北平军分会由办公厅主任鲍文樾负责。中央军黄杰第二师、关麟征第二十五师已撤离了北平调驻黄河以北的新乡；曾扩情主持的北平军分会政训处、蒋孝先宪兵第三团和河北省及平津两市的国民党省市党部等，也都撤离华北；河北省主席及平津两市市长均被撤职；东北军于学忠第五十一军被迫撤离平津。6月19日，行政院长汪精卫以“屡生事端” 为由，免去宋哲元察哈尔省主席职务，由察省民政厅厅长秦德纯暂行代理；蒋、汪打算把29军调离华北。6月28日，察哈尔地方政府秦德纯出面同日本特务头子土肥原贤二签订“秦土协定”，割让察东六县、二十九军撤到张家口以南。6月28日，北平城突然遭到汉奸白坚武便衣队的袭击，引起了北平当局的惊慌失措。萧振瀛立即抓住这个时机，利用北平军分会委员的身分，以北平兵力单薄、防务空虚为词，向军分会建议将二十九军之一部移驻北平，以巩固城防。经军分会负责人鲍文樾同意后，萧即以电话通知了张家口二十九军军部。二十九军37师得到开拔命令后，立即以紧急行军的动作，在数小时内就由察省开拔，迅速进驻北平四郊，控制了北平市。二十九军的主力部队，迅速全部南开，控制了北平、天津的形势。何应钦根据国民党中央电令，于7月6日复函梅津，全部承认日本要求。萧振瀛代表二十九军建议改组行政院驻平政务整理委员会，以宋哲元代替黄郛为委员长，并按照该会原来建制，辖华北五省三市。蒋介石决定缩小范围，只辖河北、察哈尔两省和北平、天津两市，并更名为冀察政务委员会，任命宋哲元为委员长。1935年8月28日，国民政府正式任命宋哲元为平津卫戍司令兼河北省主席。宋推荐秦德纯任北平市长。随后，平津卫戍司令部改组为冀察绥靖公署，由宋哲元兼任绥署主任，并继续任二十九军军长。1935年12月18日，冀察政务委员会成立。宋哲元兼任冀察政务委员会委员长、冀察绥靖公署主任，统领冀察两省与平津两市的政务、军务。宋哲元取得冀察政权后，以张自忠为察哈尔省主席，以萧振瀛为天津市长，秦德纯仍为北平市长，宋自兼河北省主席。1936年6月萧振瀛遭到张自忠的反对，被迫出洋；张自忠接任天津市长，刘汝明接任察哈尔省主席。宋自兼的河北省主席让给冯治安，赵登禹兼任河北省保安司令，37师参谋长张樾亭升任军参谋长，38师参谋长张克侠升任军副参谋长。
冀察政务委员会成立后，29军大规模扩充至4个步兵师（辖12个旅24个团）、一个骑兵师、两个保安旅、一个独立旅、一个特务旅，共5师4旅共计48个团，总兵力达10余万。
1935年冬，日军指使刘桂堂匪部由察东向河北省窜扰，企图在房山县一带建立盘据的据点，以威胁北平的安全。经我二十九军三十七师何基沣旅击溃，向南逃窜至鲁南。
1936年7月，宋哲元曾秘密派刘子青赴延安见毛泽东。毛泽东派张金吾（张经武）为中共代表随刘子青回北平，并亲笔给宋哲元回信：

明轩主席先生勋鉴:

刘子青先生来，知先生情殷抗日，曷胜仰佩。曩者日寇入关，先生奋力边陲，慨然御侮，义声所播，中外同钦。况今日寇得寸进尺，军事政治经济同时进攻，先生独力支撑，不为强寇与汉奸之环迫而丧所守。对华北民众运动，亦不复继续去冬之政策。果然确立抗日决心，一面联合华北人民群众作实力之准备，一面恢复一九二五至一九二七年西北军光荣历史时期曾经实行之联俄联共政策，一俟时机成熟，实行发动大规模之抗日战争，则不但苏维埃红军愿以全力为先生及二十九军助，全国民众及一切抗日力量均将拥护先生及贵军全体为真正之抗日英雄。目前日寇图绥甚急，德王蠢蠢欲动，蒙古第二傀儡国之出现，大抵为时不远，冀察政委会汉奸成分之增加，着着向先生进逼。然弟等甚望先生能于艰难困苦之中坚持初志，弟等及全国人民必不让先生独当其难，誓竭全力以为后援。近者国内统一战线大有进步，红军主力渐次集中，国际联系已有把握，凡此均非徒托空言，而有实际力量，足以资为抗日之用者也。惟具体实施步骤，必须规划周详，方免贻误。兹遣张金吾同志前来就教，请予接谈。如荷同意，即以张同志为敝方长驻尊处之联络代表，一切通信联络均以秘密出之。鲁韩绥傅晋阎三处，弟等甚愿与之发生关系，共组北方联合战线。先生必有同心，尚祈设法介绍。临书不胜屏营翘企之至。

专此。即请勋祺

弟毛泽东拜启

八月十四日

毛泽东同时复刘子青一信，请托“韩复榘、张自忠、刘汝明、傅作义、阎锡山、商震六处，亦祈鼎立斡旋，直接间接进行联络。”。
1936年9月18日，日军步兵一个中队在丰台演习，在中途与29军部队相遇，因让路发生争执，遂起冲突。经双方派员前往调停结果，29军驻军由丰台撤出。事态虽未扩大，但日军以此为借口，增兵进驻丰台。1936年冬，日本华北驻屯军举行军事大演习，以北平、丰台为假想目标，向中国政府示威。宋哲元立即决定针锋相对，举行二十九军大演习。日军演习部队为1万余人，二十九军演习部队为5万多人。
1937年2月，日军又指挥冀东“民团”宁雨时部三千余人，通过昌平、南口之线向西活动，企图控制京西南的房山等地。又被37师何基沣旅包围歼灭，并捉获日人三名，遭到团长吉星文私放，吉星文被29军降职为代理团长。
1937年3月间，日本天津驻屯军司令田代皖一郎向宋哲元提出了书面的所谓“经济提携”的条款，含修建天津到石家庄铁路、调整华北关税、开发龙烟铁矿问题、开辟航空线路问题、收购华北棉花问题等。宋哲元被迫签字。4月23日，张自忠率领冀察平津国外旅行团数十人访日，副团长张允荣，晋谒日本天皇。在“经济提携”条款拖无可拖困局下，1937年5月11日宋哲元离开北平回到山东乐陵老家修祖坟以避事，安排冯治安代理第29军军长，秦德纯负责冀察委员会对日交涉。

“七七事变”发生以前，北平外围的形势是：
- 北宁路沿线，西起丰台，东至山海关，均有日本军队驻防；
- 北平的东面，“冀东防共自治政府”；
- 北平的北面有在热河省集结的日伪军；
- 在西北面，有日本收买的李守信和王英等土匪队伍。
- 仅有北平的西南面，尚为二十九军部队所防守。卢沟桥就成了北平的唯一门户。

7月7日，卢沟桥事变爆发，日军进攻宛平城，第29军奋起反击。7月11日晚，宋哲元从山东返抵天津。在之后的平津作战中，副军长佟麟阁、第132师师长赵登禹殉国。7月29日凌晨，29军除留下四个团维持治安以外，全部撤离平津，退往保定。
1937年8月中旬，蒋介石将二十九军扩编为第一集团军，宋哲元为总司令。第三十七师和第一三二师残部扩编为國民革命軍第七十七軍，冯治安为军长；第三十八师扩编为國民革命軍第五十九軍，因此时張自忠尚滞留平津一带，故先由宋哲元兼任军长，而以副军长李文田代理，後再由归来的張自忠升任；第一四三师扩编為國民革命軍第六十八軍，刘汝明为军长；骑兵第九师扩编为国民革命军骑兵第三军，郑大章任军长。部队驻守津浦路沿线。在1937年9月日軍第10師團增兵華北，沿津浦鐵路南攻，第一集團軍雖然逐步抵抗，但無法抵擋華北日軍的攻勢而逐漸南撤。1938年3月，宋哲元调任第一战区副司令长官，第一集团军随之被撤销了番号。

### 编制
七七事变发生前，第二十九军军长為宋哲元，副军长為佟麟閣、秦德纯，参谋长為张樾亭（与南京接近），副参谋长为张克侠，总参议为张维藩，情报处长靖任秋:141。兵力编成如下表：
| 番号           | 指挥官       | 部署 | 兵力       |
| -------------- | ------------ | --- | ---------- |
| 第37师         | 师长：冯治安 | 师部驻西苑。第109旅（旅长陈春荣，驻保定、任县）、第110旅（旅长何基沣，驻西苑、八宝山、卢沟桥和长辛店一带）、第111旅（旅长刘自珍，驻北平城内）、独立第25旅（旅长张凌云，驻保定） 驻防北平、保定 | 约15,750名 |
| 第38师         | 师长：张自忠 | 第112（旅长黄维纲）、第113旅（旅长佟泽光）、第114旅（旅长董升堂）、独立第26旅（旅长李九思） 南苑及天津附近的韩柳墅、小站、廊坊、马厂和大沽各地                                                 | 约15,400名 |
| 第132师        | 师长：赵登禹 | 第1旅（旅长刘景三）、第2旅（旅长王长海）、独立第27旅（旅长石振刚，共4000余人，7月30日由团长刘汝明带领从北平突围而出3000余人）、独立第28旅（旅长柴建瑞） 驻防南苑团河、河北省任丘、河间         | 约15,000名 |
| 第143师        | 师长：刘汝明 | 第1旅（旅长李金田）、第2旅（旅长李曾志）、独立第29旅（旅长田温其）、独立第40旅（旅长刘汝明兼） 驻防张家口、宣化、怀来                                                                          | 约15,100名 |
| 骑兵第9师      | 师长：郑大章 | 第1旅（旅长张德顺）、第2旅（旅长李殿林） 师部和骑兵一团驻南苑，其余两团驻固安、易县 | 约3,000名  |
| 独立第39旅     | 旅长：阮玄武 | 参谋长张禄卿。驻北苑。7月30日自行缴械解散。 | 约3,200名  |
| 独立骑兵第13旅 | 旅长：姚景川 | 宣化 | 约1,500名  |
| 特务旅         | 旅长：孙玉田 | 南苑 | 约4,000名  |
| 冀北保安队     | 司令：石友三 | 第1旅（旅长陈光然）、第2旅（旅长吴振声） 黄寺 | 約2,000名  |

雖然二十九軍名義上為軍級單位，但實際兵力上遠超過普通編裝，20世紀初的方塊師編制常態為2旅、4團、16營制，但是二十九軍下屬的4個步兵師皆為4旅制，加上騎兵3個旅、獨立步兵旅與特務旅等。抗戰前，二十九軍的最終編裝達20個旅級單位，若採取普通編裝調整時，可編制達10個師級單位，遠大過一般步兵軍規模，達到兵團標準。

### 战役

#### 长城战役

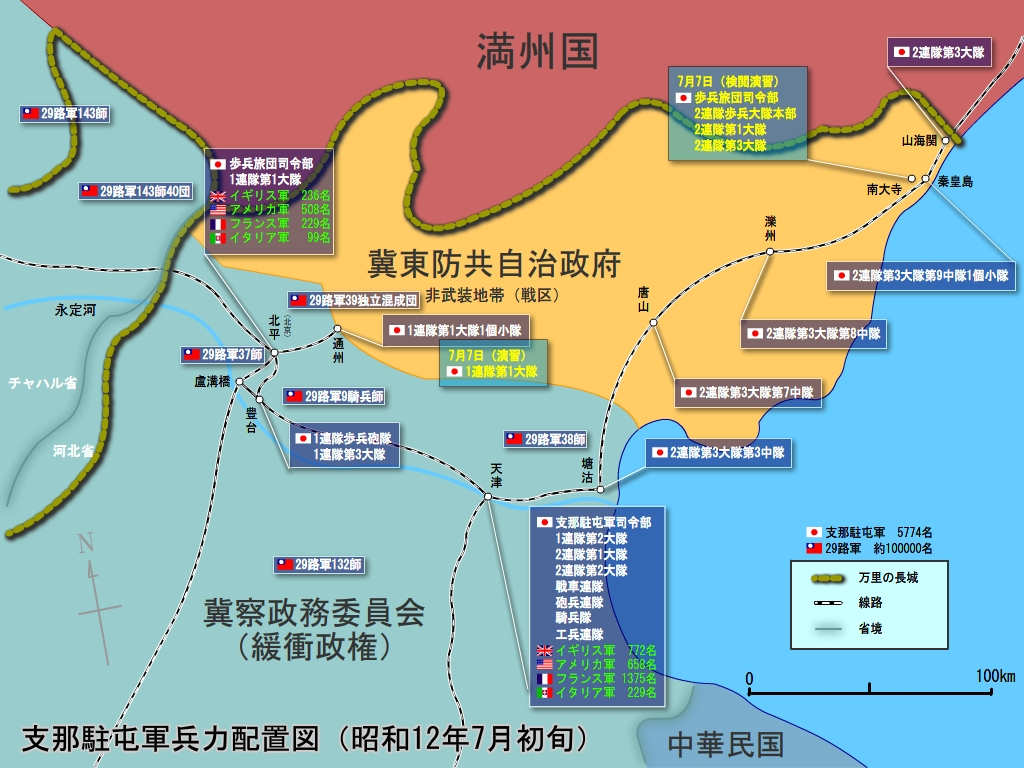
七七事变前29军部署

1933年3月6日，国民革命军第29军的第37师和第38师奉命防守东起冷口，西至马兰峪的长城一线。3月9日，日军抢占喜峰口。第37师第109旅旅长赵登禹奉军长宋哲元令，从38师董升堂团及本旅王长海团挑出500名士兵组成“大刀队”，于3月11日深夜分两路直插日军军营。其中赵登禹率左翼袭击日军步骑兵营地，而第113旅旅长佟泽光率右翼袭击日军炮兵阵地。日军骑兵与炮兵部队一夜之间被全歼。日本《朝日新闻》称：“皇军名誉尽丧于喜口峰外，而遭受六十年来未有之侮辱。”
日军于喜峰口失利后，调集兵力超过万余，向长城罗文峪口进攻。第29军所辖暂编第2师及第37师1个团、第38师1个团防守遵化罗文峪一带各口，由暂编第2师刘汝明师长指挥，总兵力约6000人。3月17日至19日，29军在罗文峪一带的长城线上成功击退日伪军，守住罗文峪。4月13日，第29军奉何应钦之命撤出喜峰口，在兴城以北滦河西岸布防。

#### 平津作战

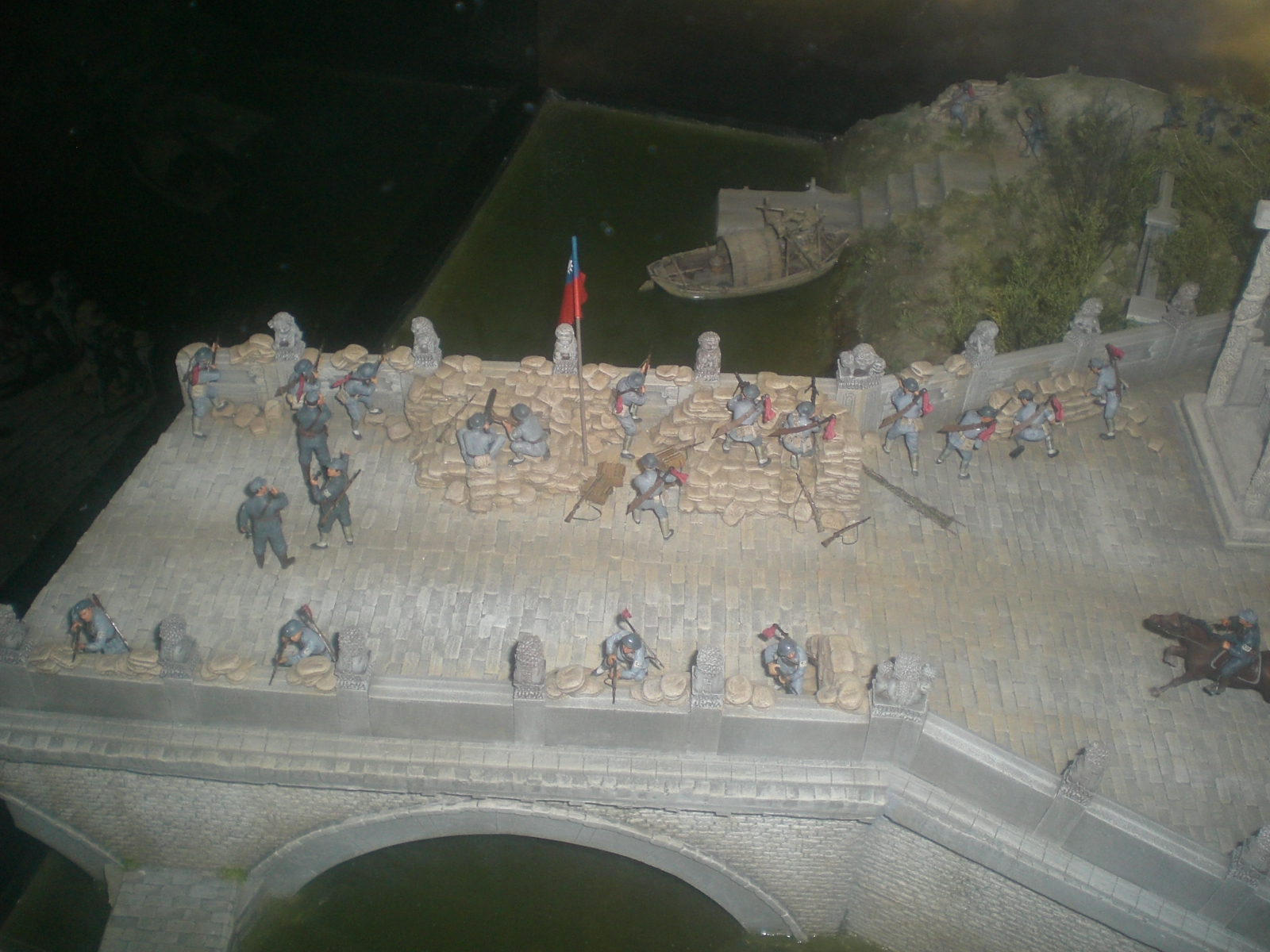
反映29軍在七七事變時保衛蘆溝橋的情景模型

1937年7月7日晚，日本的中国驻屯军一部在中华民国北平市附近宛平县进行军事演习。日军声称一名士兵“失踪”，要求进入宛平城搜查，遭守城之国民革命军第29军37师拒绝。日军炮击宛平城，29军反击，七七事变爆发。
7月28日8时，日军在香月清司指挥下向第29军发动总攻。战至13时，南苑战斗结束。第29军副军长佟麟阁，第132师师长赵登禹在指挥作战中殉国。28日下午，宋哲元委派张自忠代理冀察政务委员会委员长、冀察绥靖公署主任兼北平市市长，于当日晚离北平赴保定。
29日凌晨，驻防天津的第29军第38师由副师长李文田指挥，主动向天津日军发动攻击，攻占天津总站日军驻地，并向驻海光寺日军司令部和东局子飞机场展开攻击。但在日军飞机、炮火反击下，至15时开始撤退，随之天津沦陷。

## 第四次成军
1938年7月，国民政府为加强武汉会战中的军事力量，以第七十九师为基础纳编第四十师再次组建国民革命军第二十九军，隶属國民政府軍事委員會直辖，由陈安宝任军长兼第七十九师师长。该军编成后立即投入武汉会战，伤亡惨重。
武汉会战结束后，二十九军编制进行调整，第四十师改隶国民革命军第二十五军，同时国民革命军第四十三军辖下第二十六师、国民革命军第四军辖下第一〇二师改隶二十九军，此时刘雨卿任第二十六师师长，段朗如任第七十九师师长，柏辉章任第一〇二师师长。
1939年初，二十九军隶属第三十二集团军参加了南昌会战，然因上峰指挥失当、段朗如师长擅自后撤，军长陈安宝阵亡，首级被倭寇伐取。事后段朗如被军法从事，副军长兼第二十六师师长刘雨卿继任军长。同年冬，该军在南昌地区参加了冬季攻势作战，以游击小部队潜入南昌市区袭扰日军，给日军第34师团以一定打击。
南昌会战后，该军进行整编，由于减员严重，该军放弃增补第七十九师、第一〇二师，另将国民革命军第七十军预备第五师改隶该军，曾戛初任师长。
1940年5月6日，二十九军番号被取消，所辖第二十六师改隶国民革命军第四十九军；预备第五师归建国民革命军第七十军。

## 第五次成军
1941年初，国民政府为加强豫鄂边区的军事力量，为豫南会战做准备，将新编第二军改称第二十九军，隶属第三十一集团军及豫鄂边区游击总部。
- 军长陈大庆
- 副军长欧阳芬
- 第九十一师，师长王毓文
- 第一九三师，师长赖汝雄
- 暂编第十六师，师长李强（黄埔一期）

该军组建后，便参加了1月20日至2月7日的豫南会战，奉命在汝南、临泉地区抗击日军。
1943年2月，军长陈大庆升任第三十一集团军副总司令后，该军隶属第三集团军（总司令孙桐萱），2月18日由第十三军副军长马励武继任该军军长。副军长欧阳棻、李强（黄埔一期），参谋长李佑武。
- 第91师（师长全瑛、黄埔四期）
- 第193师（师长赖汝雄
- 暂编第16师（师长吴求剑、黄埔三期）

1943年3月14日，第3集团军撤销，第二十九军改第一战区直辖，暂编第16师和第39集团军（总司令高树勋）之新编第八军（军长高树勋兼）之新编第6师（师长马润昌）对调。1943年6月13日，李强（黄埔一期）调暂编第十五军（军长刘昌义）副军长，赖汝雄和吴求剑升任第29军副军长，郭文灿（黄埔五期）接任第193师师长。1943年12月14日，新编第6师回归新编第八军，马润昌任副军长兼师长。但暂编第六师没有归建二十九军。
1944年4月参加豫中会战前。据文强回忆

“大敌当前，蔣鼎文与汤恩伯之间在争夺指挥权。1944年，日寇为了打通北平到南洋的大陆动脉线，发动了豫湘桂大战，企图以中国大陆作垂死挣扎的根据地，中原战役便是这一大战中的第一阶段。当时日寇盘踞洛阳、郑州以北及黄汛区以东地区，与国军隔岸对峙。日寇发动进攻，自然首先选择郑州、洛阳为其攻击的两个重点。汤恩伯早将重兵布置在以叶县为中心的半圆形周围，置洛阳以北（西起灵宝东止洛阳）的正面阵地于不顾。这就引起了蒋鼎文的日夜不安，因而向蒋介石请准，抽调汤恩伯驻防禹州附近的二十九军马励武所部开灵宝一带防守，监视对岸茅津渡在敌军，而策应洛阳的安全。不料当马励武部开赴灵宝防守之后，汤恩伯疑心蒋鼎文会吞吃掉他的这一部队，千方百计向蒋介石要求调回。加上由于蒋鼎文是马励武在黄埔第一期时的区队长，有师生关系；又因马励武未能取得十三军军长的衣钵，早已不满意汤恩伯，因之使蒋汤之间的争斗更形错综复杂。汤恩伯为了这事，赴重庆向蒋介石申诉。他借口防线太长，兵力不敷分配，而蒋鼎文拥有五个集团军的兵力（即刘茂恩、李家钰、孙桐萱、高树勋等杂牌部队），又有胡宗南在关中的支援（事实上蒋、胡之间早闹不和，潼关以内的部队胡已拒绝东调），硬将马励武要了回去，开到南阳附近。”

“4月24日，日军先后攻占了长葛和尚桥村和县城，暂编第十五军军长刘昌义率领军部特务连、暂编第27师（师长萧劲、黄埔六期）刘耀军团和新编第29师（师长吕公良、黄埔六期）第86团胡光耀营撤退至许昌城......4月29日，第28集团军总司令部转奉汤恩伯电令：命刘昌义军长指挥赵桂森（黄埔六期）第20师和彭赉良（黄埔六期）新编第42师，第二十九军军长马励武指挥全瑛第91师和郭文灿第193师，分别于4月30日黄昏前展开于襄城化行、颍桥至禹县前陈和禹县谭陈、褚河、大油刘之线，向禹县马沟、许昌蓴在店和许昌河街、长葛和尚桥之线攻击前进；泛东挺进军陈又新部以主力攻击许昌半截河、丈地街之线；各部协力夹击许昌外围的日军。”4月30日晨，日军倾全力进攻许昌，吕公良率新29师激战至晚，西门、南门相继失陷，损失惨重。“当天吕公良师长曾急电汤恩伯，请求火速派兵增援。但汤恩伯非但未派来一兵一卒，反而命令刘昌义、马励武及陈又新等部停止夹击许昌外围之敌的行动。”5月1日晨，吕公良率残部分东西两路突围，但遭敌重兵堵截，团长杨尚武、李培芹阵亡，副师长黄永淮（黄埔五期）被俘，吕公良负重伤而死。7月6日，蒋鼎文、汤恩伯被免职；7月10日，第二十九军改为军事委员会直辖部队，马励武被免职，第28集团军（总司令李仙洲）副总司令孙元良（黄埔一期）兼任第二十九军军长，暂编第十五军预备第11师改隶该军，蒋当翊任师长。
第二十九军新兵13,000人从河南内乡县冒着炎日徒步22天，行军1,500里到达陕西汉阴县。1944年9月第二十九军奉命由陕南汉中出发徒步39天，行军2,600里于10月26日到达合川集结。喘息未定，又被紧急调往贵州布防。该军于11月3日出发，徒步600多公里到达遵义，后转汽车进入黔南。先头部队91师于11月28日抵达独山，即在黑石关、白腊坡、甲捞河一带布防。该师由于未获补充，仅存2475人，而实际投入战斗的不满千人。11月30日21时，该师搜索部队在独山下司与沿黔桂公路北犯之日军先头部队步骑三百余人接触，随即展开激烈战斗。在敌后续部队增援下，搜索部队方退回黑石关主阵地。12月1日，日军先头部队混入难民群中侵入我黑石关警戒阵地，未几即展开血战。战斗直至12月2日拂晓，敌虽以数倍之兵力猛攻，仍未能突破黑石关要隘。由于该师参战人员不多，防卫战线窄，被敌军探明后，采取迂回战术，由黑石关两侧突入独山县城，91师只得由黑石关经白腊坡、甲捞河阵地向平塘方向突围。进占独山之敌未越过深河桥，于12月4日夜开始撤离独山城。91师部队于12月8日拂晓收复独山，又收复了上司、下司、麻尾。至12月10日收复广西六寨，进而收复南丹，向河池前进。“黔南事变”以第二十九军胜利告终。孙元良因而首次荣获青天白日勋章。
1945年5月，二十九军参加了西南战场桂境追击作战，与国民革命军第四十六军、国民革命军第六十四军等部队先后攻占河池、黎明关、南宁、宾阳等地。在此期间，孙元良调任重庆卫戍总司令后，国民革命军第九军军长陈金城继任二十九军军长。下辖第九十一师，王铁麟任师长，驻防广西宜山；第一九三师，萧重光任师长，驻防湖南新化；预备第十一师，赵琳任师长，驻防独山。1945年6月，国军进行局部整编时，该军番号和预备第十一师被裁减。第九十一师改隶国民革命军第七十一军，第一九三师改隶国民革命军第七军。

## 第六次成军
1948年10月，国军在湖北重新组建第二十九军，第一兵团司令官陈明仁兼任军长，下辖第一九七师、第二三九师、第三〇七师。
1949年2月中旬，二十九军随陈明仁由湖北调往湖南，随后第一兵团部队进行整编，第一九七师、第三〇七师改隶国民革命军第一百军，并于8月4日在长沙随陈明仁倒戈；第二三九师因并员不足，番号被取消，人员补入其他各军，自此国军不再启用第二十九军番号。